# 满台城山城
满台城山城，位于中国吉林省百草沟镇东南约6华里的山岭上，为一个省级文物保护单位，类型为古遗址，公布时间为2007年5月31日。该文物保护单位由汪清县文物管理所管理。
满台城山城的历史年代为渤海。